# Torus (album)
Torus je druhé album britského drum and bassového producenta Sub Focuse.
Album vyšlo 30. září u RAM Records, Mercury Records a Virgin EMI.

## Seznam skladeb
| Standardní edice | Standardní edice                                  | Standardní edice |
| Pořadí           | Název                                             | Délka            |
| ---------------- | ------------------------------------------------- | ---------------- |
| 1.               | Torus                                             | 5:50             |
| 2.               | Safe In Sound                                     | 4:39             |
| 3.               | Endorphins (featuring Alex Clare)                 | 3:54             |
| 4.               | Out The Blue (featuring Alice Gold)               | 4:37             |
| 5.               | Twilight                                          | 3:07             |
| 6.               | Close (featuring MNEK)                            | 5:09             |
| 7.               | Turn It Around (featuring Kele)                   | 3:14             |
| 8.               | Out Of Reach (featuring JayEllDee)                | 4:03             |
| 9.               | Falling Down (featuring Kenzie May)               | 5:08             |
| 10.              | Turn Back Time                                    | 4:03             |
| 11.              | You Make It Better (featuring Culture Shock & TC) | 5:54             |
| 12.              | Tidal Wave (featuring Alpines)                    | 3:48             |
| 13.              | Until The End (featuring Foxes)                   | 4:03             |
| Celková délka:   | Celková délka:                                    | 57:30            |

| Deluxe edice | Deluxe edice                                                            | Deluxe edice |
| Pořadí       | Název                                                                   | Délka        |
| ------------ | ----------------------------------------------------------------------- | ------------ |
| 14.          | Eclipse                                                                 | 4:41         |
| 15.          | Original                                                                | 3:30         |
| 16.          | Falling Down ((featuring Kenzie May) (VIP))                             | 4:42         |
| 17.          | Endorphins (featuring Alex Clare (Sub Focus vs. Fred V & Grafix Remix)) | 4:35         |